# 軽井沢ブルワリー
軽井沢ブルワリー株式会社（かるいざわブルワリー、英: Karuizawa Brewery Ltd.）は、長野県北佐久郡軽井沢町に本社を置くビール製造メーカーである。醸造所は長野県佐久市長土呂に所在する。

## 概要
2011年5月に設立されたビール製造メーカー（ブルワリー）。2012年7月に長野県から「ものづくり産業応援助成金」の事業認定通知を受ける。
2020年9月に行われた世界的なビール審査会「WORLD BEER AWARDS 2020」において「軽井沢 香りのクラフト 柚子」が金賞、「プレミアムクリア 」が銅賞を獲得。

## 製品
通年商品
- THE軽井沢ビール プレミアム・クリア
- THE軽井沢ビール プレミアム・ダーク
- THE軽井沢ビール クリア
- THE軽井沢ビール ダーク
- THE軽井沢ビール ヴァイス(白ビール）
- THE軽井沢ビール プレミアムエール(ケルシュ）
- THE軽井沢ビール アルト(赤ビール）
- THE軽井沢ビール ブラック(黒ビール）

季節販売商品
- THE軽井沢ビール桜花爛漫〈クリア〉
- THE軽井沢ビール高原の錦秋〈アルト〉(赤ビール）
- THE軽井沢ビール冬紀行〈ヴァイス〉(白ビール）

## 『軽井沢浅間高原ビール』商標訴訟とブランド名変更
2014年、軽井沢ブルワリー製品の旧ブランド名『軽井沢浅間高原ビール （2011年発売）』が、同じく長野県軽井沢町に本社を置くビールメーカー、ヤッホーブルーイングの製品ブランド名『軽井沢高原ビール （1997年発売）』に類似し、顧客に誤認混同が生じているとして、ヤッホーブルーイングから軽井沢ブルワリーに対して商標無効を求める訴訟が起こっている。
特許庁、知財高裁共に、後発である軽井沢ブルワリーの『軽井沢浅間高原ビール』の商標を無効とし、翌年6月に最高裁が上告を棄却した。これを受けて、軽井沢ブルワリーがヤッホーブルーイングに協議を申し入れ、「『軽井沢浅間高原ビール』は『軽井沢高原ビール』と類似し、誤認混同が生じていた」と認めたうえで、新たな商標「ＴＨＥ軽井沢ビール浅間名水」に変更することを約束し、両社が和解合意に至った。